# Josef Alfons Tscherrig
Josef Alfons Tscherrig (Briga, 25 ottobre 1903 – 22 novembre 1982) è stato un vescovo cattolico e missionario svizzero.

## Biografia
Josef Alfons Tscherrig nacque il 25 ottobre 1903 a Briga.
Emise la professione solenne per i redentoristi l'8 settembre 1923 e fu ordinato presbitero il 22 settembre 1928.
Dopo l'ordinazione sacerdotale, fu inviato in missione in Bolivia venendo assegnato a La Paz.
L'11 dicembre 1956 papa Pio XII lo nominò vicario apostolico di Reyes, assegnandogli la sede titolare di Nefeli.
Tornò quindi in Svizzera per ricevere l'ordinazione episcopale il 30 maggio 1957 nella cattedrale di Sion per imposizione delle mani del vescovo François-Nestor Adam.
Fu padre conciliare durante il Concilio Vaticano II, partecipando a tutte le quattro sessioni.
Resse il vicariato per quasi 14 anni e rassegnò le proprie dimissioni l'11 dicembre 1970. Morì il 22 novembre 1982 all'età di 79 anni.

## Genealogia episcopale
La genealogia episcopale è:
- Cardinale Scipione Rebiba
- Cardinale Giulio Antonio Santori
- Cardinale Girolamo Bernerio, O.P.
- Arcivescovo Galeazzo Sanvitale
- Cardinale Ludovico Ludovisi
- Cardinale Luigi Caetani
- Cardinale Ulderico Carpegna
- Cardinale Paluzzo Paluzzi Altieri degli Albertoni
- Papa Benedetto XIII
- Papa Benedetto XIV
- Papa Clemente XIII
- Cardinale Marcantonio Colonna
- Cardinale Giacinto Sigismondo Gerdil, B.
- Cardinale Giulio Maria della Somaglia
- Cardinale Carlo Odescalchi, S.I.
- Cardinale Costantino Patrizi Naro
- Cardinale Serafino Vannutelli
- Cardinale Domenico Serafini, Cong.Subl. O.S.B.
- Cardinale Pietro Fumasoni Biondi
- Arcivescovo Filippo Bernardini
- Vescovo François-Nestor Adam, C.R.B.
- Vescovo Josef Alfons Tscherrig, C.SS.R.